# Đại công quốc Phần Lan
Đại công quốc Phần Lan, tên chính thức và cũng được gọi là Đại Thân vương quốc Phần Lan, là tiền thân của Phần Lan hiện đại. Nó tồn tại từ năm 1809 đến năm 1917 như một nhà nước tự trị trong Đế quốc Nga.
Có nguồn gốc từ thế kỷ XVI như một đại công quốc danh nghĩa do Vua Thụy Điển nắm giữ, đất nước này đã trở thành quốc gia tự trị sau khi bị Nga sáp nhập trong Chiến tranh Phần Lan 1808–1809. Đại công tước xứ Phần Lan là Hoàng đế Nhà Romanov của Nga, được đại diện bởi một viên Toàn quyền. Do cấu trúc chính phủ của Đế quốc Nga và sáng kiến của Phần Lan, quyền tự chủ của Đại công quốc đã mở rộng cho đến cuối thế kỷ XIX. Thượng viện Phần Lan, được thành lập vào năm 1809, đã trở thành cơ quan chính phủ quan trọng nhất và là tiền thân của Chính phủ Phần Lan hiện đại, Tòa án Tối cao Phần Lan và Tòa án Hành chính Tối cao Phần Lan.
Những thay đổi về kinh tế, xã hội và chính trị ở Đại công quốc Phần Lan diễn ra song song với những thay đổi ở Đế quốc Nga và phần còn lại của châu Âu. Nền kinh tế tăng trưởng chậm trong nửa đầu thế kỷ XIX. Triều đại của Hoàng đế Alexander II (1855–1881) chứng kiến sự tiến bộ đáng kể về văn hóa, xã hội và trí thức, và một nền kinh tế công nghiệp hóa. Căng thẳng gia tăng sau khi Saint Petersburg áp dụng các chính sách Nga hóa vào năm 1898; hoàn cảnh mới chứng kiến sự suy giảm quyền tự chủ và biểu hiện văn hóa của Phần Lan. Bất ổn ở Nga và Phần Lan trong Chiến tranh thế giới thứ nhất (1914–1918) và sự sụp đổ sau đó của Đế quốc Nga vào năm 1917 đã dẫn đến Tuyên ngôn độc lập của Phần Lan và sự kết thúc tồn tại của Đại công quốc.

## Lịch sử
Vùng tây nam Phần Lan mở rộng đã góp phần tạo thành một đại công quốc trên danh nghĩa vào năm 1581, khi vua Johan III của Thụy Điển, hồi còn là một vị hoàng tử đã giữ danh hiệu Công tước Phần Lan (1556-1561/63), mở rộng danh sách những chức danh phụ của các vua Thụy Điển lên một cách đáng kể. Tước hiệu Đại vương công Phần Lan chẳng mang lại bất kỳ quyền tự chủ nào dành cho người Phần Lan bởi vì Phần Lan đang là một phần hợp nhất của Vương quốc Thụy Điển với đại diện đầy đủ của quốc hội đối với các vùng của nó. Trong hai thế kỷ tiếp theo, tước hiệu này được sử dụng bởi một số người kế nhiệm ngôi vua của Johan, nhưng không phải là tất cả. Thông thường, nó chỉ là một danh hiệu phụ của nhà vua và được sử dụng vào những dịp trang trọng. Tuy nhiên, vào năm 1802 biểu hiện một dấu hiệu cho thấy quyết tâm giữ lại Phần Lan bên trong Thụy Điển khi phải đối mặt với áp lực gia tăng của phía Nga, Vua Gustav IV Adolf đã trao lại danh hiệu này cho người con trai mới sinh của mình là Hoàng tử Carl Gustaf nhưng ba năm sau đó vị hoàng tử này cũng lâm trọng bệnh qua đời.
Trong cuộc chiến tranh Phần Lan giữa Thụy Điển và Nga, Hội nghị bốn Đẳng cấp của xứ Phần Lan bị chiếm đóng đã nhóm họp tại Nghị viện Porvoo vào ngày 29 tháng 3 năm 1809 cam kết bày tỏ lòng trung thành với Aleksandr I của Nga để đổi lấy sự đảm bảo về luật pháp và quyền tự do cũng như tôn giáo sẽ được giữ nguyên vẹn. Sau thất bại của Thụy Điển trong cuộc chiến và việc ký kết Hiệp ước Fredrikshamn vào ngày 17 tháng 9 năm 1809, Phần Lan đã trở thành một Đại công quốc tự trị thực sự bên trong đế quốc chuyên quyền của người Nga mặc dù sự cân bằng bình thường về quyền lực giữa quốc vương và nghị viện căn cứ vào thuế má đã không diễn ra kể từ khi Hoàng đế có thể dựa trên phần còn lại từ đế quốc rộng lớn của mình. Tước hiệu "Đại công tước Phần Lan" đã được bổ sung vào danh sách dài các chức danh của hoàng đế Nga. Sau khi trở về Phần Lan vào năm 1812, Gustaf Mauritz Armfelt sinh trưởng ở Phần Lan trở thành ủy viên hội đồng cho Hoàng đế Nga. Armfelt được coi là công cụ trong việc đảm bảo Đại công quốc như một thực thể có quyền tự chủ tương đối lớn bên trong lãnh thổ Nga, và để khôi phục lại cái gọi là Cổ Phần Lan đã bị mất vào tay Nga theo Hiệp ước Nystad năm 1721 và Hiệp ước Åbo (1743).

### Sự khởi đầu của Đại công quốc

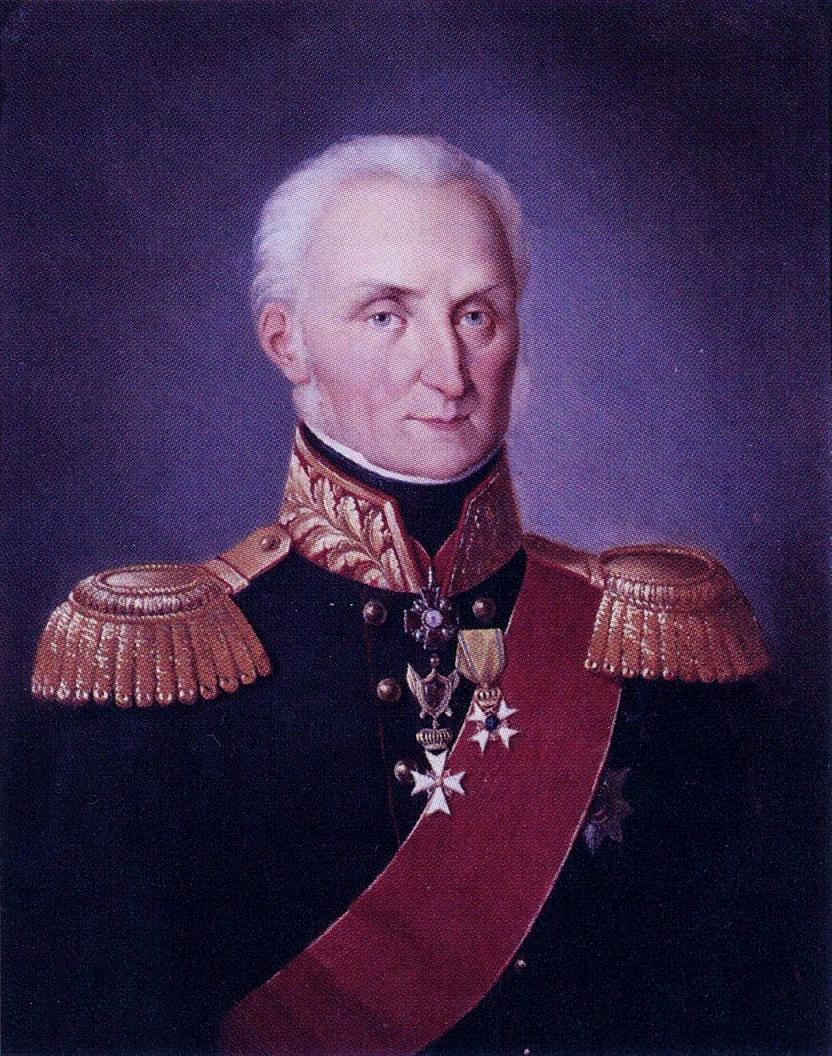
Georg Magnus Sprengtporten là người đầu tiên được bổ nhiệm vào ghế Toàn quyền Phần Lan.

Sự hình thành của đại công quốc bắt nguồn từ Hiệp ước Tilsit giữa Sa hoàng Alexander I của Nga và Hoàng đế Napoleon I của Pháp. Hiệp ước này làm trung gian hòa bình giữa Nga và Pháp và liên minh hai nước chống lại các mối đe dọa còn lại của Napoleon: Vương quốc Anh và Thụy Điển. Nga xâm lược Phần Lan vào tháng 2 năm 1808, tuyên bố là một nỗ lực áp đặt lệnh trừng phạt quân sự đối với Thụy Điển, nhưng không phải là một cuộc chiến tranh chinh phục, và Nga quyết định chỉ kiểm soát tạm thời Phần Lan. Nhìn chung, người Phần Lan chủ yếu chống Nga, và du kích Phần Lan và các cuộc nổi dậy của nông dân là những trở ngại lớn đối với người Nga, buộc Nga phải sử dụng nhiều chiến thuật khác nhau để dập tắt cuộc nổi loạn có vũ trang của Phần Lan. Do đó, vào đầu cuộc chiến, Tướng roda Voysk Friedrich Wilhelm von Buxhoeveden, với sự cho phép của sa hoàng, đã áp đặt lời tuyên thệ trung thành với Phần Lan, trong đó Nga sẽ tôn trọng đức tin Tinh Lành của Phần Lan, Quốc hội Phần Lan và các điền trang của Phần Lan, miễn là người Phần Lan vẫn trung thành với vương miện đế quốc Nga. Lời tuyên thệ cũng gọi bất kỳ người nào hỗ trợ quân đội Thụy Điển hoặc Phần Lan là phiến quân.
Người Phần Lan tuân thủ, cay đắng vì Thụy Điển từ bỏ đất nước để tham gia cuộc chiến chống lại Đan Mạch và Pháp, và miễn cưỡng chấp nhận cuộc chinh phạt của Nga. Quốc hội Phần Lan hiện chỉ họp bất cứ khi nào được yêu cầu và không bao giờ được đề cập trong bản tuyên ngôn do Bộ Ngoại giao công bố. Sau đó, Alexander I đã yêu cầu một phái đoàn của bốn đẳng cấp Phần Lan, vì ông bày tỏ lo ngại về sự kháng cự liên tục của Phần Lan. Phái đoàn từ chối hành động mà không có Quốc hội, Alexander đồng ý và hứa rằng Quốc hội sẽ sớm được triệu tập. Đến năm 1809, toàn bộ Phần Lan đã bị chinh phục và Quốc hội được triệu tập vào tháng 3. Sau đó, Phần Lan đã được thống nhất với Nga thông qua vương miện và Phần Lan có thể giữ lại phần lớn luật pháp của riêng mình, được trao cho quyền tự chủ.
Thay vì lãnh thổ mới giành được phải chịu sự cai trị trực tiếp của một toàn quyền đế quốc, một hệ thống hành chính mới đã được thiết lập ở Phần Lan, một phần do Mikhail Speransky theo chủ nghĩa tự do soạn thảo. Đại công quốc mới sẽ được quản lý bởi Hội đồng Chính phủ, sau này là Thượng viện Phần Lan, một cơ quan gồm toàn công dân Phần Lan. Do đó, toàn quyền sẽ có vai trò tương đối giảm sút. Hơn nữa, hoàng đế sẽ giải quyết các vấn đề liên quan đến Phần Lan trực tiếp thông qua một Bộ trưởng Ngoại giao chuyên trách Phần Lan, mà không có sự tham gia của nội các hoặc chính quyền Nga. Điều này đặt nền tảng cho quyền tự chủ đáng kể mà Phần Lan được hưởng trong hầu hết thời kỳ cai trị của Nga.

### Những năm đầu

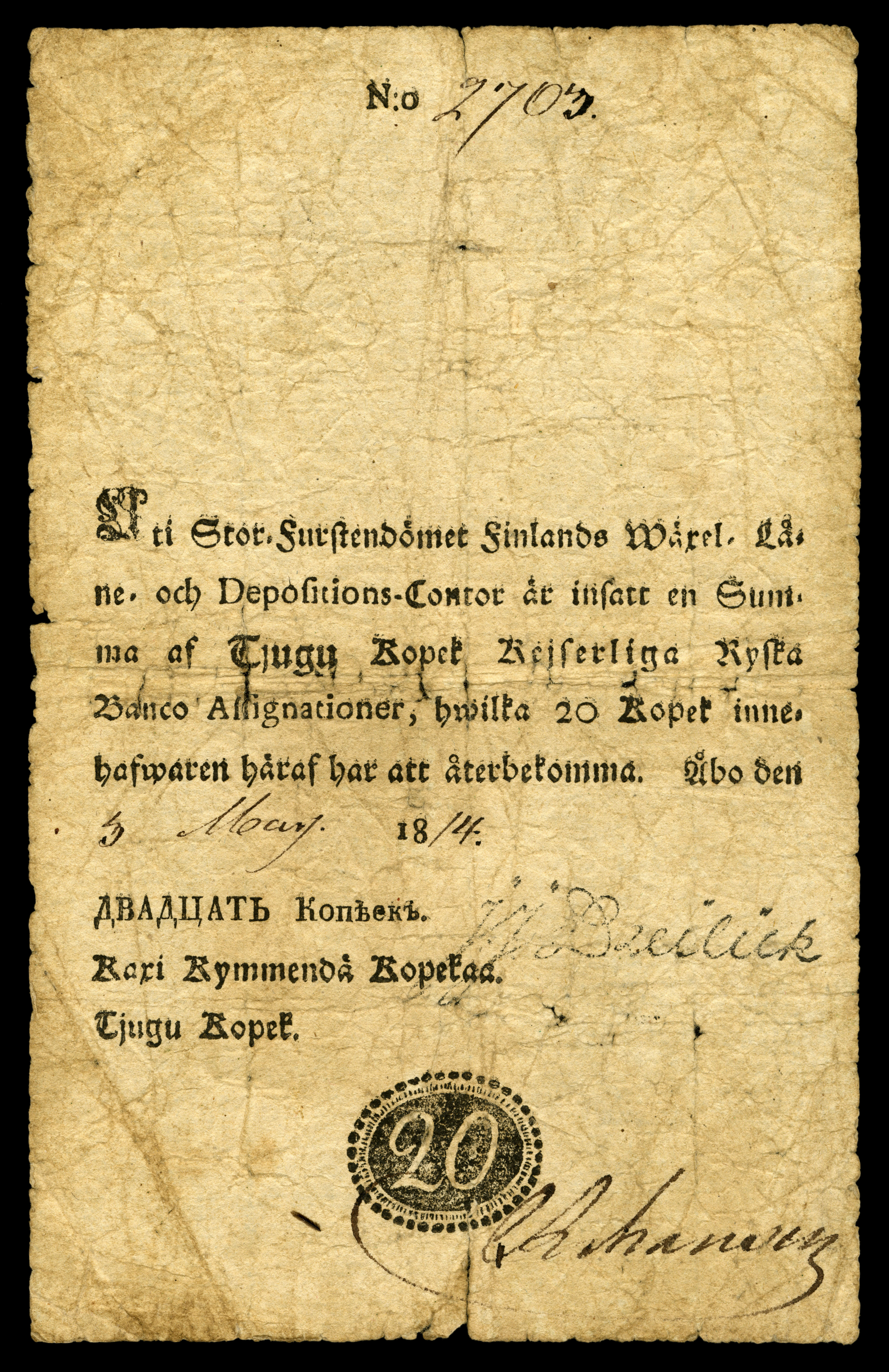
Tiền giấy 20 Kopek của Phần Lan từ năm 1814

Những năm đầu của Đại công quốc Phần Lan có thể được xem là không có sự kiện gì nổi bật. Năm 1812, khu vực Phần Lan Cũ (được gọi là Tỉnh Viipuri từ năm 1812 đến năm 1945) đã được Nga hoàng tặng cho Phần Lan. Nga đã sáp nhập lãnh thổ này từ Thụy Điển trong Đại chiến Bắc Âu và Chiến tranh Nga-Thụy Điển (1741–1743). Hành động bất ngờ này của sa hoàng đã vấp phải sự tức giận từ một số bộ phận của chính phủ và tầng lớp quý tộc Nga, những người muốn quay trở lại biên giới trước đó hoặc sáp nhập các cộng đồng ở phía tây St. Petersburg. Bất chấp sự phản đối, biên giới vẫn được thiết lập cho đến năm 1940. Cử chỉ này có thể được coi là mối quan tâm của Sa hoàng Alexander đối với Phần Lan và những nỗ lực xoa dịu người Phần Lan của ông, trong nỗ lực giành được lòng trung thành của họ, điều này sẽ đến từ sự xoa dịu thụ động, so với quá trình Nga hóa mạnh mẽ vào cuối thế kỷ XIX. Hơn nữa, Alexander đã chuyển thủ đô của Đại công quốc từ Turku đến Helsinki, một thị trấn nhỏ được Suomenlinna bảo vệ. Trường đại học chính của Phần Lan cũng được chuyển đến Helsinki sau khi xảy ra hỏa hoạn ở Turku, phá hủy hầu hết các tòa nhà.
Mặc dù đã hứa về một Quốc hội Phần Lan, Quốc hội không được triệu tập họp cho đến năm 1863 và nhiều luật mới được thông qua cơ quan lập pháp là những luật đòi hỏi sự chấp thuận của Quốc hội trong thời gian Thụy Điển cai trị. Alexander đã tiến thêm một bước nữa khi yêu cầu thành lập Viện Quý tộc Phần Lan, được thành lập vào năm 1818. Viện này được tạo ra để tiếp nhận đăng ký tất cả các gia đình quý tộc ở Phần Lan để những gia tộc cao cấp nhất của Phần Lan sẽ đại diện cho Quốc hội Phần Lan. Đối với Thụy Điển, phần lớn không nghĩ quá nhiều về cuộc chinh phạt của Phần Lan, vì chính Thụy Điển đã sáp nhập Na Uy từ Đan Mạch vào năm 1814 và thực hiện liên minh cá nhân với quốc gia này. Việc Alexander có cố tình phớt lờ sự tồn tại của Quốc hội hay không vẫn còn gây tranh cãi, với những yếu tố đáng chú ý như sự sụp đổ của Napoleon và việc thành lập Liên minh Thần thánh, chủ nghĩa thần bí tôn giáo mới được tìm thấy của vương miện Nga và trải nghiệm tiêu cực với Sejm của Ba Lan. Mặc dù vậy, Alexander I đã ngừng nhượng bộ các vấn đề của Phần Lan và quay trở lại cai trị nước Nga.

### Cái chết của Alexander và sự Nga hóa Phần Lan: những năm 1820–1850

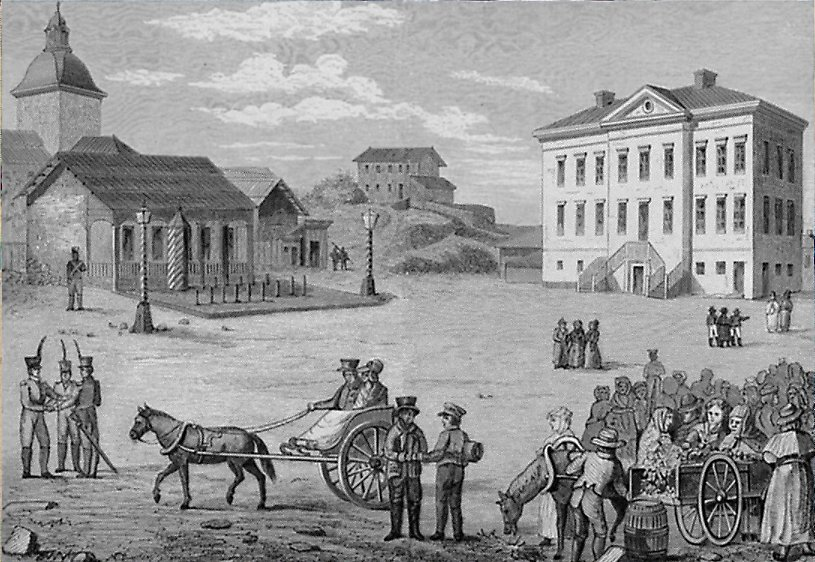
Trung tâm Helsinki năm 1820

Tiểu đoàn súng trường cận vệ Phần Lan vào giữa thế kỷ XIX

Fredrik Cygnaeus đang phát biểu tại lễ kỷ niệm Ngày hoa vào ngày 13 tháng 5 năm 1848. Tác giả của bức vẽ là Alex Federley.

Năm 1823, Bá tước Arseny Zakrevsky được bổ nhiệm làm Toàn quyền Phần Lan và nhanh chóng trở nên mất lòng cả người Phần Lan và người Thụy Điển. Zakrevsky bãi bỏ Ủy ban các vấn đề Phần Lan và xoay xở để có được quyền đệ trình các vấn đề Phần Lan lên hoàng đế Nga, bỏ qua Bộ trưởng Ngoại giao chuyên trách Phần Lan. Hai năm sau, Nga hoàng Alexander I qua đời (ngày 1 tháng 12 [Lịch cũ 19 tháng 11] năm 1825). Zakrevsky đã nắm bắt cơ hội để yêu cầu Phần Lan tuyên thệ trung thành, trong đó sẽ coi hoàng đế là người cai trị tuyệt đối của Phần Lan - với kỳ vọng rằng hoàng đế mới sẽ là Đại công tước Konstantin Pavlovich, em trai của cựu hoàng đế Alexander. Tuy nhiên, Đại công tước Nikolai, em trai của Konstantin và Alexander, đã trở thành hoàng đế mặc dù có cuộc Khởi nghĩa tháng Chạp chống lại ông vào tháng 12 năm 1825. Nikolai đảm bảo với Bộ trưởng Ngoại giao chuyên trách Phần Lan là Robert Henrik Rehbinder, rằng ông (Nikolai) sẽ tiếp tục duy trì các chính sách tự do của Alexander đối với Phần Lan.
Năm 1830, Châu Âu trở thành cái nôi của cách mạng và cải cách sau cuộc Cách mạng tháng Bảy ở Pháp. Ba Lan, một quốc gia chư hầu khác của Nga, đã chứng kiến một cuộc nổi dậy lớn chống lại Saint Petersburg trong Cuộc nổi dậy tháng 11 năm 1830–1831. Phần Lan không có động thái nào như vậy, vì Nga đã giành được lòng trung thành của Phần Lan. Do đó, Nga tiếp tục các chính sách tôn trọng quyền tự chủ của Phần Lan và đồng hóa âm thầm người Phần Lan vào đế chế. Zakrevsky qua đời năm 1831; Knyaz Alexander Sergeyevich Menshikov kế nhiệm ông làm Toàn quyền Phần Lan và tiếp tục xoa dịu người Phần Lan. Sự xoa dịu này có thể được coi là nguyên mẫu của quá trình Nga hóa sau này, khi những người Phần Lan có học thức chuyển đến Nga hàng loạt, tìm kiếm việc làm trong chính phủ đế quốc để thăng tiến trong xã hội Nga. Tiếng Nga cũng được học ngày càng nhiều, với nhiều người Phần Lan tìm cách học tiếng Nga, chính trị, văn hóa và hòa nhập vào xã hội Nga. Mặc dù Nikolai không có ý định làm điều này, nhưng nội các của ông, cụ thể là Bộ trưởng Nội vụ, Lev Perovski (tại vị: 1841–1852), đã ủng hộ các ý tưởng của Bá tước Zakrevsky và thúc đẩy hơn nữa các ý tưởng về Nga hóa tinh tế trong những năm 1840.
Tuy nhiên, Phần Lan đã trải qua một cuộc cách mạng dân tộc chủ nghĩa vào những năm 1830 - một cuộc cách mạng dựa trên văn học. Điều này đánh dấu sự khởi đầu của phong trào Fennoman, một phong trào dân tộc chủ nghĩa sẽ hoạt động ở Phần Lan cho đến khi đất nước này giành được độc lập. Năm 1831, Hiệp hội Văn học Phần Lan được thành lập, được hình thành trên cơ sở đánh giá cao tiếng Phần Lan. Tiếng Phần Lan không được coi là ngôn ngữ của giới tinh hoa học thuật, vì hầu hết các tác phẩm học thuật, tiểu thuyết và thơ ca được in đều được viết bằng tiếng Thụy Điển hoặc tiếng Nga. Bắt chước cơn sốt đọc sách của Đức, Lesewut và cơn sốt Thụy Điển sau đó, Phần Lan đã bước vào cơn sốt đọc sách vào những năm 1830. Cơn sốt này lên đến đỉnh điểm vào năm 1835 với việc xuất bản Kalevala, sử thi của Phần Lan. Ảnh hưởng của Kalevala đối với Phần Lan là rất lớn, và củng cố chủ nghĩa dân tộc và sự thống nhất của Phần Lan, mặc dù sử thi là thơ ca hoặc những câu chuyện về văn hóa dân gian Phần Lan. Cuộc tìm kiếm văn học mở rộng vào những năm 1840 và 1850 và lọt vào mắt xanh của Giáo hội Phần Lan và hoàng gia Nga. Các tờ báo Phần Lan, chẳng hạn như Maamiehen Ystävä (Người bạn của nông dân), bắt đầu xuất bản ở cả khu vực thành thị và nông thôn của Phần Lan. Tuy nhiên, giới tinh hoa học thuật Thụy Điển, nhà thờ và chính phủ Nga phản đối phong trào văn học ở Phần Lan. Edvard Bergenheim, Tổng giám mục xứ Turku từ năm 1850 đến năm 1884, đã kêu gọi kiểm duyệt kép đối với các tác phẩm phản đối nhà thờ và các tác phẩm có vẻ là xã hội chủ nghĩa hoặc cộng sản. Các chính sách phản động của Giáo hội Luther đã thuyết phục Nikolai I (trị vì 1825–1855) cũng là người phản động, cấm (1850) việc xuất bản tất cả các tác phẩm của Phần Lan không mang tính chất tôn giáo hoặc kinh tế, vì những tác phẩm như vậy sẽ được coi là mang tính cách mạng và có thể khuyến khích phần lớn người Phần Lan nổi dậy chống lại nhà thờ và hoàng gia. Tuy nhiên, sự kiểm duyệt chỉ làm gia tăng thêm xung đột ngôn ngữ ở Phần Lan và phong trào Fennomanian.

### Chiến tranh Krym (1860-1870)

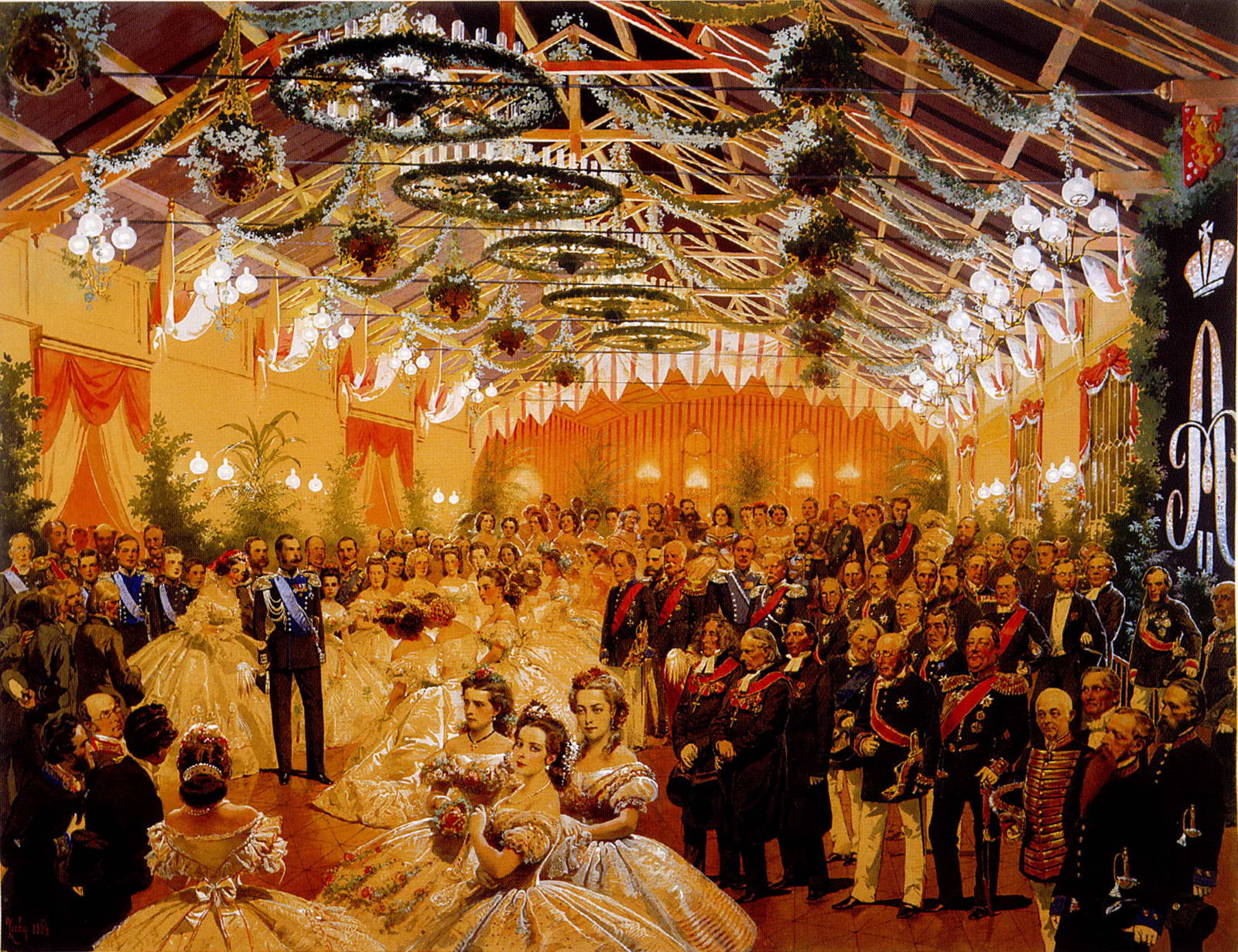
Vũ hội ở Helsinki để vinh danh Alexander II, 1863

Các tác phẩm của Johan Snellman và các tác giả Fennoman khác kết hợp văn học và chủ nghĩa dân tộc và làm tăng lời kêu gọi công nhận ngôn ngữ và cải cách giáo dục ở Phần Lan. Điều này tăng cao trong Chiến tranh Krym, trong đó các cảng và pháo đài của Phần Lan trên Biển Baltic trở thành mục tiêu tấn công của Đồng minh, đặc biệt là Suomenlinna và Bomarsund ở Åland trong Chiến tranh Åland. Vì báo chí được in bằng tiếng Thụy Điển và tiếng Nga do kiểm duyệt, nhiều người Phần Lan không thể đọc về các sự kiện của Trận Bomarsund và Trận Suomenlinna. Hơn nữa, Nikolai I qua đời vào năm 1855, và hoàng đế mới là Alexander II, đã lên kế hoạch cải cách giáo dục ở các vùng lãnh thổ xa xôi của Nga, bao gồm cả Phần Lan. Alexander II cũng có kế hoạch triệu tập Hội đồng các điền trang một lần nữa. Dưới sự cai trị của Alexander, Phần Lan đã trải qua một thời kỳ tự do hóa trong giáo dục, nghệ thuật và kinh tế. Năm 1858, tiếng Phần Lan trở thành ngôn ngữ chính thức của chính quyền tự quản địa phương, chẳng hạn như các tỉnh, nơi tiếng Phần Lan là ngôn ngữ được nói nhiều nhất. Tuy nhiên, người Phần Lan lo ngại rằng St. Petersburg sẽ ngăn cản Quốc hội họp vì công dân Ba Lan và Nga không được hưởng những quyền tự do như nhau và Quốc hội sẽ bị xóa bỏ. Điều này đã bị hiểu sai vì nó chỉ thêm một vài bước vào quy trình lập pháp; Quốc hội vẫn được phép tiếp tục hoạt động.
Năm 1863, Alexander triệu tập Quốc hội và ban hành rằng tiếng Phần Lan sẽ ngang bằng với tiếng Thụy Điển và tiếng Nga tại Đại công quốc, đồng thời thông qua các luật liên quan đến cơ sở hạ tầng và tiền tệ. Alexander đã thiên vị giai cấp công nhân Phần Lan hơn là giới tinh hoa Thụy Điển, do tuyên truyền của Thụy Điển trong Chiến tranh Krym thúc đẩy cuộc nổi loạn chống lại người Nga. Alexander cũng đã thông qua một luật về sắc lệnh ngôn ngữ vào tháng 8 năm 1863, yêu cầu tiếng Phần Lan phải được đưa vào tất cả các doanh nghiệp công trong vòng 20 năm. Luật này đã được mở rộng vào năm 1865 để yêu cầu các văn phòng nhà nước phải phục vụ công chúng bằng tiếng Phần Lan nếu được yêu cầu. Mặc dù vậy, các luật về ngôn ngữ vẫn mất nhiều thời gian để được thực hiện đầy đủ do sự can thiệp của giới tinh hoa Thụy Điển, những người sở hữu hầu hết các văn phòng và doanh nghiệp này. Mặc dù vậy, luật giáo dục vẫn được thông qua và các trường trung học đầu tiên được giảng dạy bằng tiếng Phần Lan bắt đầu vào những năm 1870. Quyền lực của Quốc hội cũng được mở rộng vào năm 1869, vì nó cho phép Quốc hội có nhiều quyền lực hơn và khả năng khởi xướng nhiều luật khác nhau; đạo luật này cũng kêu gọi sa hoàng triệu tập Quốc hội 5 năm một lần. Một đạo luật được thông qua liên quan đến tôn giáo cũng được thông qua vào năm 1869, ngăn chặn quyền lực của nhà nước đối với nhà thờ. Hơn nữa, Phần Lan cũng có hệ thống tiền tệ riêng, đồng markka của Phần Lan và quân đội riêng.[18] Tuyến đường sắt đầu tiên của Phần Lan được khánh thành giữa Helsinki và Hämeenlinna vào ngày 17 tháng 3 năm 1862.

### Nga hoá Phần Lan

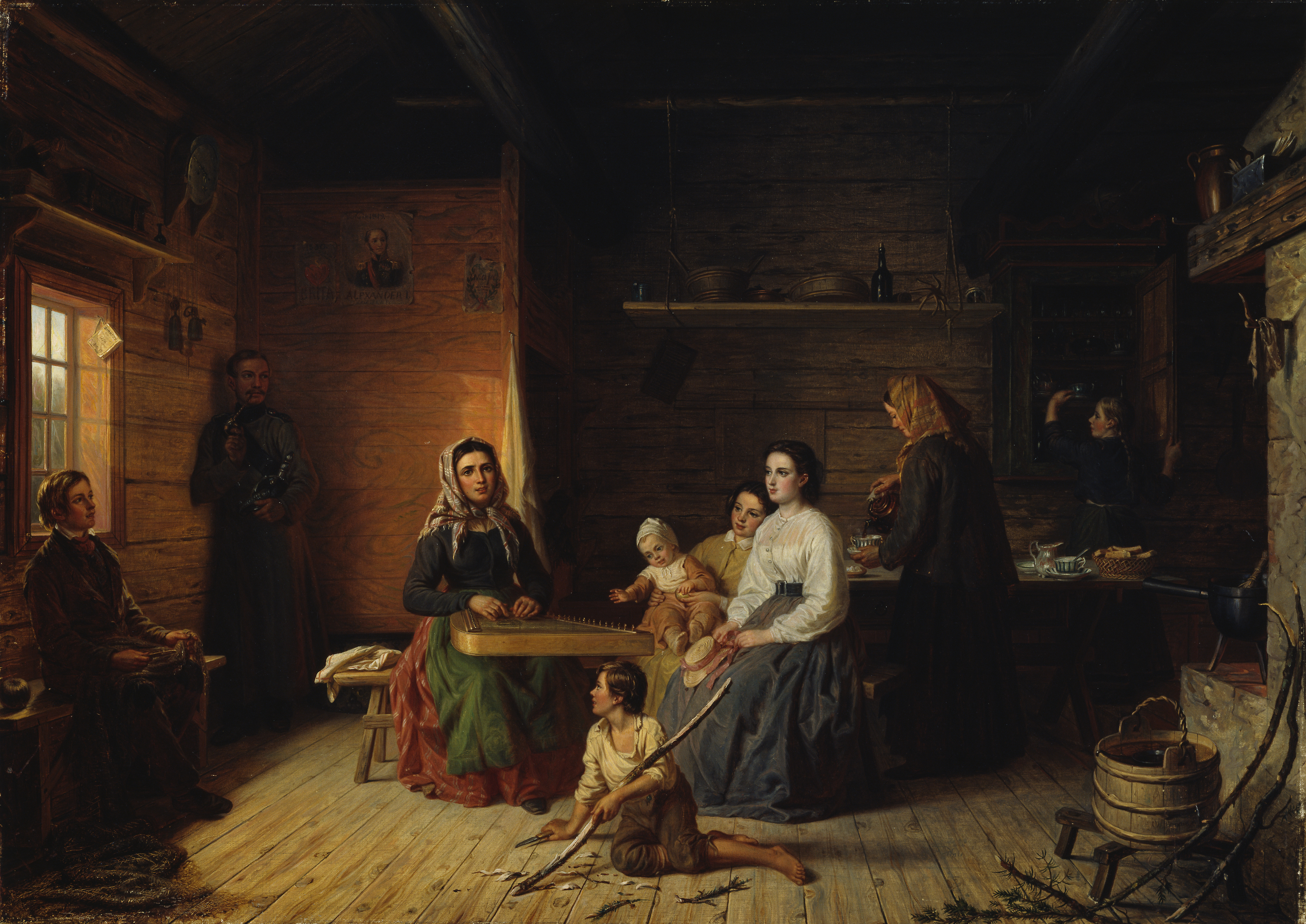
Nhạc sĩ dân gian Kreeta Haapasalo chơi kantele trong Ngôi nhà nông dân (1868).

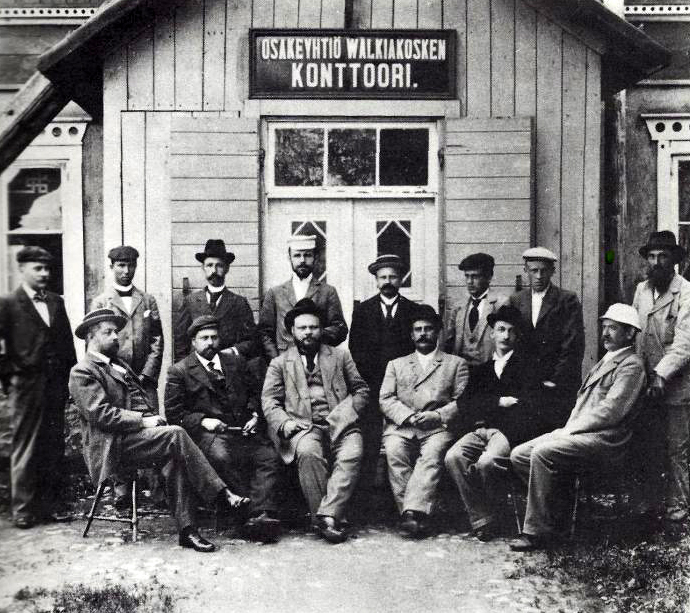
Các nhà quản lý và giám đốc của Walkiakoski Oy, một nhà máy bột giấy sunfat ở Valkeakoski, 1899

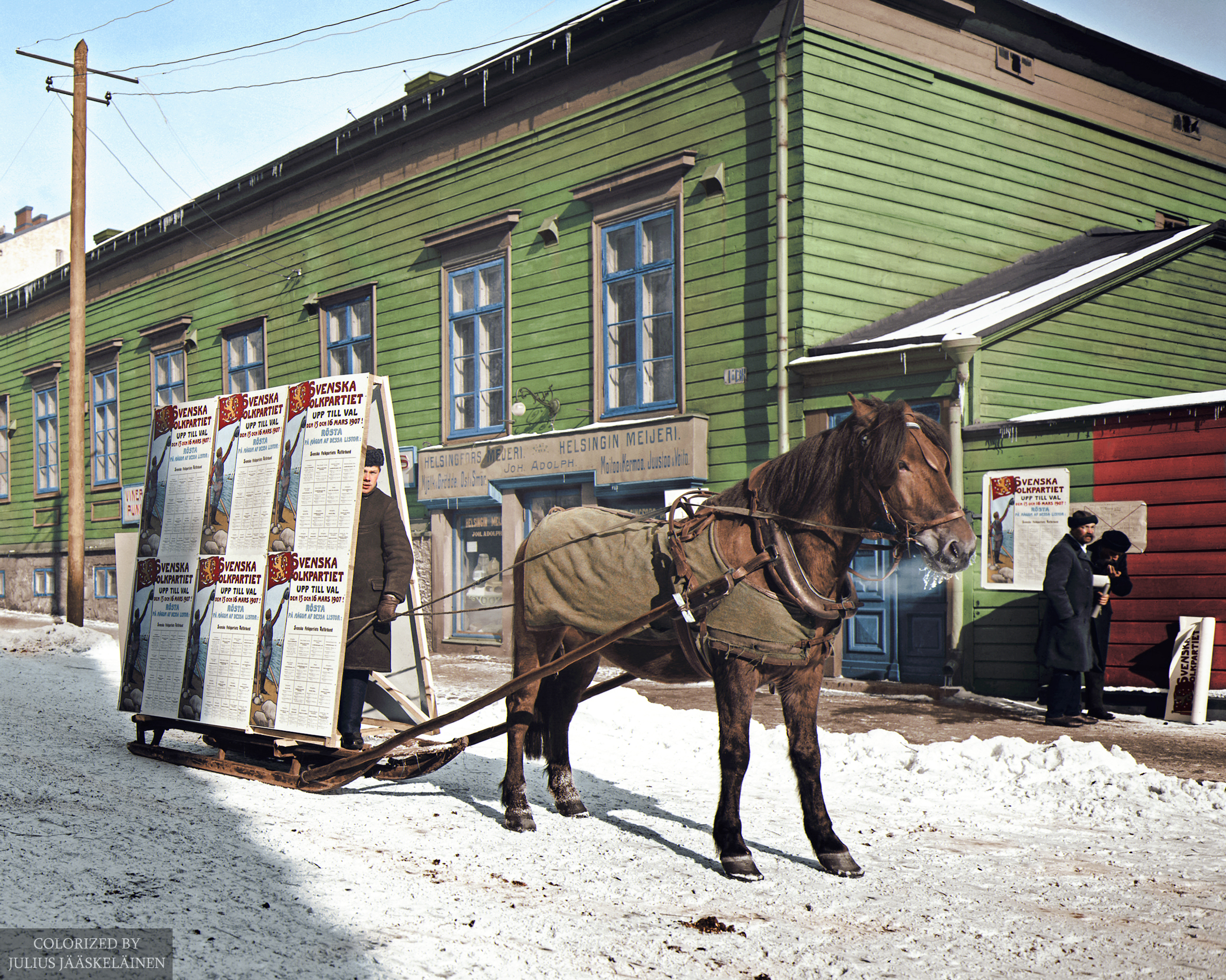
Svenska Folkpartiet (Đảng Nhân dân Thụy Điển) quảng cáo bầu cử tại Helsinki trong cuộc bầu cử quốc hội đơn viện đầu tiên năm 1907

Chính sách Nga hóa dưới thời Alexander III và Nicholas II kéo dài từ năm 1881 đến năm 1917. Năm 1881, Alexander III lên ngôi sau cái chết của cha mình và bắt đầu cai trị nước Nga theo chế độ bảo thủ kiên định nhưng hòa bình. Phần Lan, cũng như nhiều vùng lãnh thổ xa xôi khác của Nga, phải đối mặt với gánh nặng của Nga hóa, sự sáp nhập về văn hóa, xã hội, kinh tế và chính trị vào Nga. So với thời kỳ Nga hóa ban đầu vào những năm 1830 và 1840, thời kỳ Nga hóa vào cuối thế kỷ XIX - đầu thế kỷ XIX mạnh mẽ hơn nhiều về chính sách. Hơn nữa, Phần Lan phải đối mặt với tình trạng hỗn loạn chính trị trong quốc gia giữa nhiều phe phái khác nhau như phe tự do, Dân chủ Xã hội, Thanh niên Phần Lan và cộng sản. Phần Lan trở thành mục tiêu của phong trào Pan-Slavis, kêu gọi sự thống nhất của người Slav ở Đông Âu. Phần Lan được coi là vùng lãnh thổ bị chinh phục và với tư cách là thần dân, Phần Lan phải tôn trọng sa hoàng. Phần Lan cũng được coi là vùng đất định cư và "chủng tộc ngoại lai" của người Phần Lan sẽ được đồng hóa và bảo vệ khỏi sự can thiệp của phương Tây, do đó "ban phước" cho người Phần Lan bằng sự hiện diện của họ. Hơn nữa, các đại diện của Phần Lan với sa hoàng đã được thay thế bằng những người ủng hộ chủ nghĩa toàn Slav.

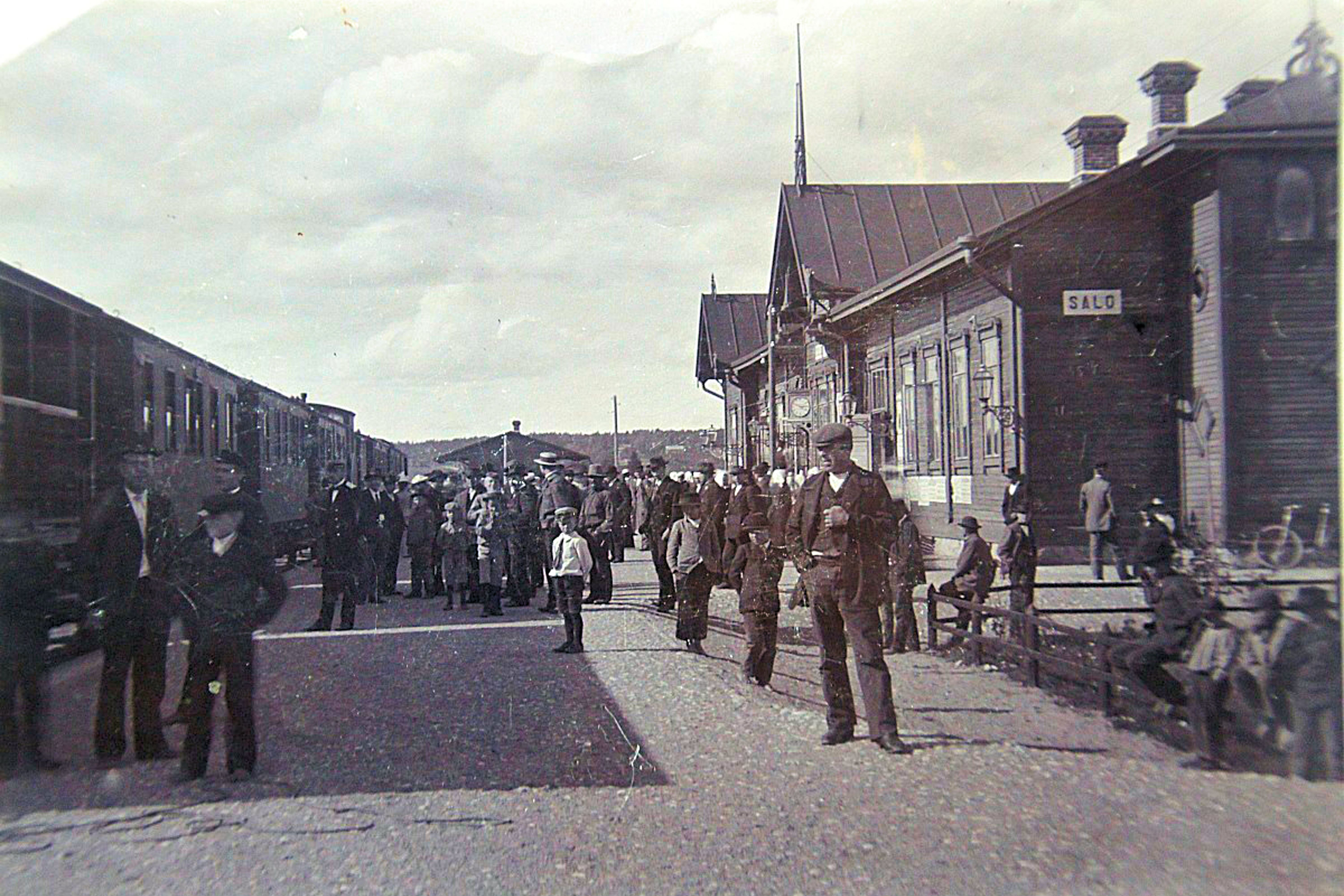
Ga xe lửa Salo năm 1900

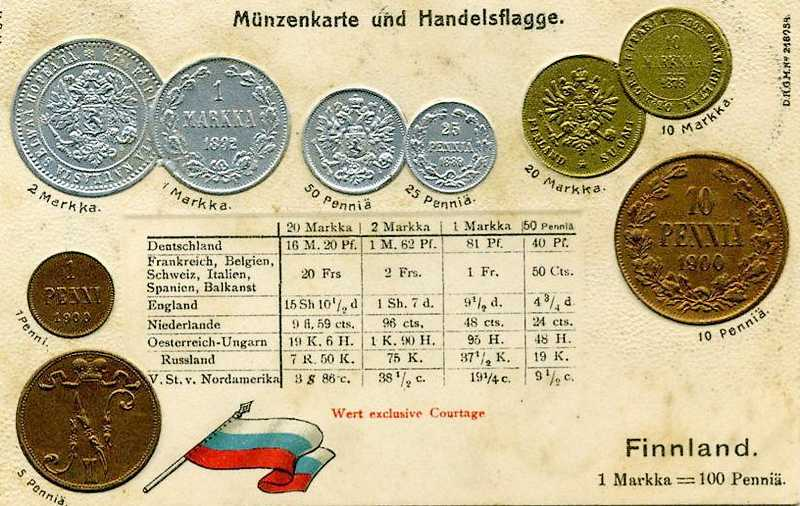
Bưu thiếp Hóa tệ học từ đầu những năm 1900 – Markka Phần Lan

Quá trình Nga hóa chỉ tăng lên từ đó, nhưng từ những năm 1880 trở đi, xung đột giữa nhóm thiểu số Thụy Điển đã dừng lại. So với các quốc gia vùng Baltic, phần lớn người Phần Lan được giáo dục tốt hơn nhiều và quan tâm hơn đến chính trị Nga. Các chính sách phản động của quá trình Nga hóa, nhằm kết hợp chủ nghĩa dân tộc thế tục và chế độ quân chủ Kitô, đã thâm nhập vào nền kinh tế Phần Lan vào năm 1885. Phần Lan đã tạo ra một ngành công nghiệp hiện đại thịnh vượng dựa trên hàng dệt may và gỗ, có thể cạnh tranh với nền kinh tế Nga vào thời điểm đó. Các quan chức Nga, vì vừa sốc vừa ghen tị, đã kêu gọi sửa đổi Biểu thuế quan Nga-Phần Lan. Quá trình Nga hóa cũng đã có bước ngoặt về kinh tế, vì cơ sở của biểu thuế cải cách là sự đồng nhất về kinh tế, điều này chỉ làm gia tăng thêm những khó khăn về kinh tế của Phần Lan. Việc sửa đổi biểu thuế quan vào năm 1885 và sau đó là năm 1897, được hình thành bất chấp thành công thương mại và sự thống nhất của giai cấp công nhân của Phần Lan. Các chính sách Nga hóa tiếp tục cho đến năm 1890, với việc bổ sung Hệ thống Bưu điện Đế quốc tại Phần Lan, thay thế cho bưu điện Phần Lan. Phải đến giữa những năm 1890, người dân Phần Lan mới nhận ra ý định thực sự của Triều đình Nga.

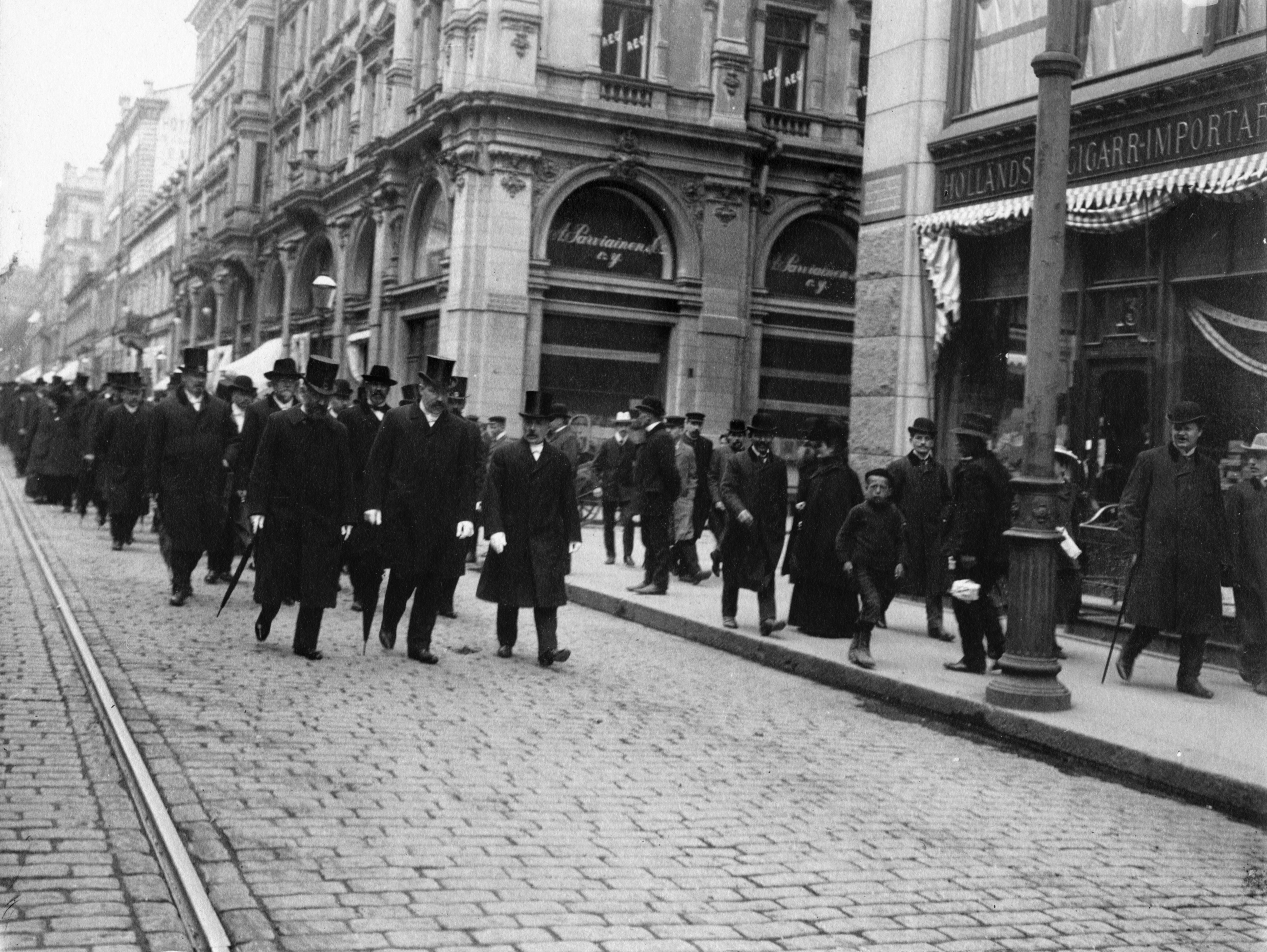
Helsinki năm 1907

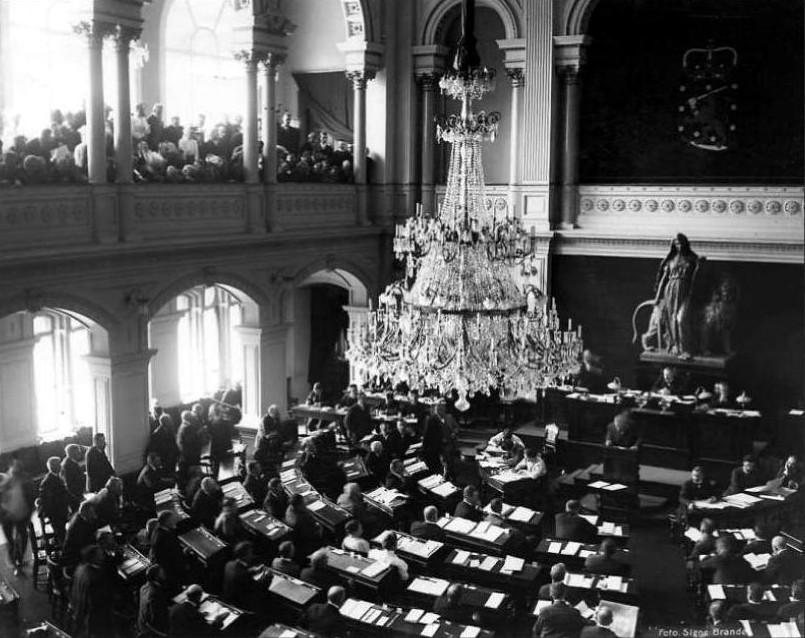
Phiên họp đầu tiên của Quốc hội Phần Lan năm 1907

Hoàng đế Nikolai II lên ngôi vào năm 1894 sau khi Alexander qua đời, và cùng với ông là Tướng Nikolay Bobrikov, người được bổ nhiệm làm toàn quyền. Dưới thời Bobrikov, người Phần Lan gần như căm ghét ông, người có chính sách phản động đã làm nảy sinh chủ nghĩa xã hội và chủ nghĩa cộng sản trong giai cấp công nhân Phần Lan. Đảng Kháng chiến Hoạt động và Kagal, nói riêng, đã trở nên rất phổ biến ở Phần Lan vì chiến thuật bạo lực của đảng trước và chiến thuật tuyên truyền và thuyết phục của đảng sau. Vào đầu triều đại này, Bobrikov gần như ngay lập tức đưa ra nghĩa vụ quân sự bắt buộc kéo dài 5 năm, trong đó người Phần Lan có thể được tuyển vào các đơn vị của Nga. Hơn nữa, ông đã thiết lập rằng người Nga phải có cơ hội phục vụ trong các chức vụ công và tiếng Nga phải trở thành ngôn ngữ hành chính của Phần Lan. Năm 1899, Tuyên ngôn tháng Hai dưới thời Nicholas II tuyên bố rằng luật pháp Nga là luật của đất nước và Phần Lan phải tuyên thệ trung thành với luật pháp Nga. Quốc hội về cơ bản đã bị hạ cấp thành một hội đồng nhà nước và Phần Lan là một tỉnh của Nga, phớt lờ quyền tự chủ của nước này. Quân đội Phần Lan nói chung đã bị giải thể vào năm 1901.

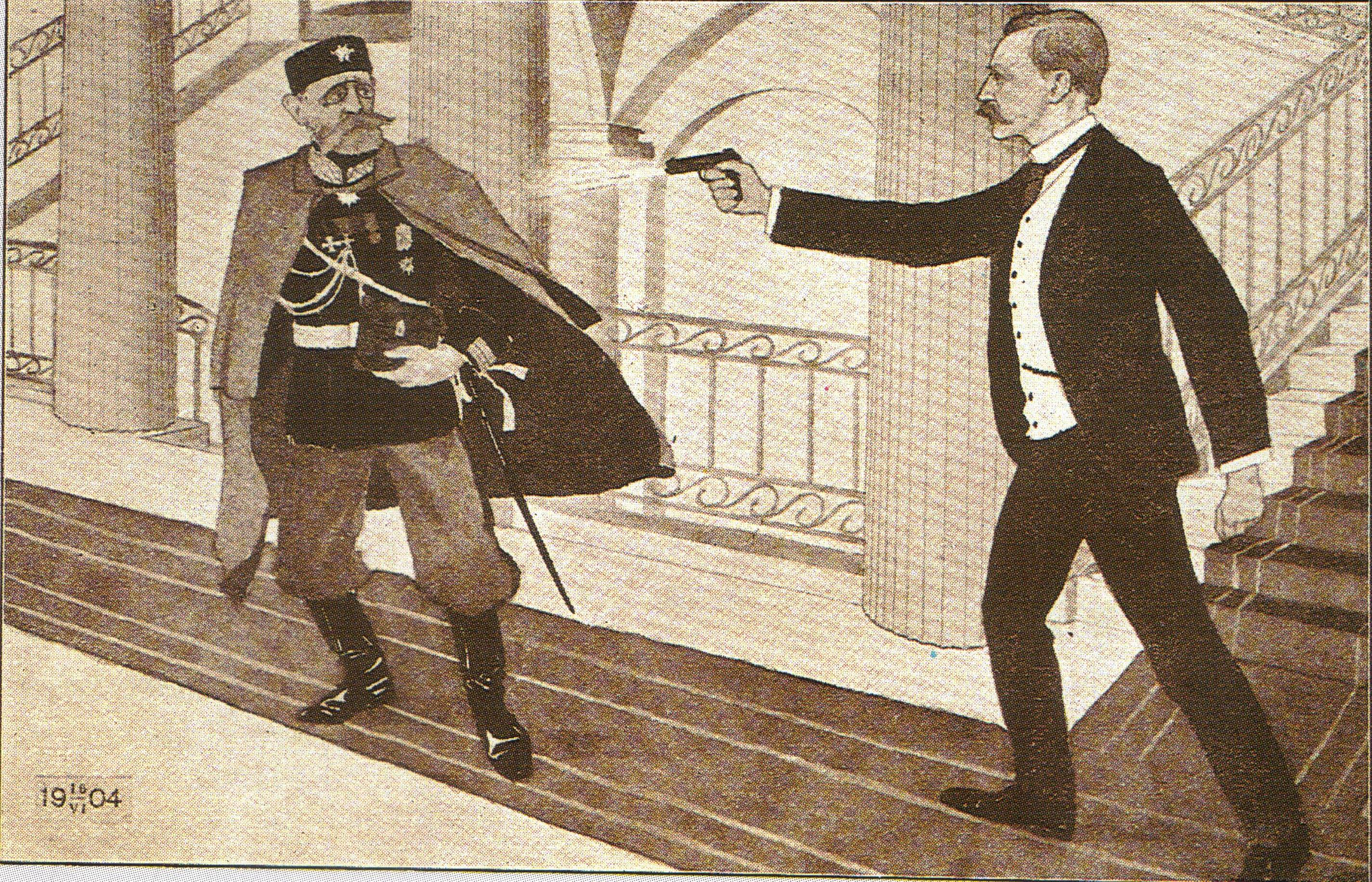
Toàn quyền Bobrikov bị Eugen Schauman ám sát vào ngày 16 tháng 6 năm 1904, tại Helsinki. Bức vẽ về vụ ám sát của một tác giả vô danh.

Bobrikov vô tình đoàn kết cả người Phần Lan và người Thụy Điển chống lại Nga, điều này chỉ khiến ông tức giận hơn. Với việc các nhà thờ từ chối công bố luật, các thẩm phán từ chối thực hiện luật và những người lính nghĩa vụ từ chối nghĩa vụ, Bobrikov đã trở nên điên cuồng với tình hình hiện tại của Phần Lan. Bobrikov nhận được rất ít sự ủng hộ ở Phần Lan, chủ yếu là từ nhóm thiểu số người Nga và các thành viên của Đảng Phần Lan Cũ. Bobrikov đã đưa các quan chức Nga vào để nắm giữ các vị trí trong chính phủ và nhà nước và, trong một hành động cực kỳ tức giận, đã đình chỉ Hiến pháp Phần Lan vào năm 1903. Hành động của ông đã vấp phải sự tức giận cực độ từ người Phần Lan và người Thụy Điển, trong đó các đảng ôn hòa, Đảng Phần Lan trẻ và Đảng Thụy Điển đã hợp tác để cùng nhau chống lại Bobrikov. Đảng Dân chủ Xã hội Phần Lan, một đảng theo chủ nghĩa Marx được nông dân ưa chuộng, cũng cực kỳ thù địch và ủng hộ đấu tranh giai cấp và cầm vũ khí, trái ngược với Đảng Dân chủ Xã hội ở những nơi khác ở Châu Âu. Cuối cùng, Đảng Kháng chiến Tích cực, một đảng theo chủ nghĩa dân tộc ủng hộ đấu tranh vũ trang và chiến thuật du kích, đã trở nên nổi tiếng khi thành viên Eugen Schauman ám sát Bobrikov tại Helsinki vào ngày 16 tháng 6 năm 1904.
Năm 1905, Nga phải đối mặt với thất bại nhục nhã trong Chiến tranh Nga-Nhật và giữa lúc hỗn loạn ở St. Petersburg, người Phần Lan đã sửa đổi hiến pháp của họ và thành lập một quốc hội mới có đại diện dựa trên quyền bầu cử phổ thông, trao cho phụ nữ quyền bầu cử đầy đủ trước bất kỳ quốc gia châu Âu nào khác sau Cộng hòa Corsica tồn tại trong thời gian ngắn. Tuy nhiên, quốc hội đã nhanh chóng bị Pyotr Stolypin, thủ tướng của Nicholas II, huỷ bỏ. Stolypin tỏ thái độ thậm chí còn mạnh mẽ hơn Bobrikov, vì ông tin rằng mọi thần dân đều phải là một người yêu nước kiên cường với ngai vàng và duy trì lòng trung thành bất diệt với Đế chế Nga. Stolypin muốn phá hủy quyền tự chủ của Phần Lan và coi thường ngôn ngữ và văn hóa bản địa của các thần dân không phải người Nga, tin rằng chúng chỉ là truyền thống và nghi lễ. Quốc hội Phần Lan một lần nữa được thành lập để chống lại Stolypin, nhưng Stolypin đã quyết tâm dập tắt cuộc nổi loạn của Phần Lan và giải tán vĩnh viễn quốc hội vào năm 1909. Giống như Bobrikov trước đó, Stolypin không biết rằng những hành động như vậy chỉ làm bùng nổ ngọn lửa và sau đó bị Dmitry Bogrov, một thành viên Do Thái của phe cực tả ám sát. Từ khi Stolypin qua đời, vương miện Nga đã cai trị Phần Lan như một chế độ độc tài quân chủ cho đến khi Nga sụp đổ trong Cách mạng Nga, từ đó Phần Lan tuyên bố độc lập, một cuộc chiến tranh giành độc lập đã sớm chuyển thành một cuộc nội chiến.

## Chính trị
Tình trạng hiến pháp của Phần Lan đã không được hệ thống hóa trong bộ luật của nước Nga trước khi ra đời bản Tuyên ngôn tháng 2 năm 1899, do đó đây là giai đoạn mà người Phần Lan và người Nga đã phát triển ý tưởng khá khác nhau về tình trạng của Phần Lan. Quyền tự chủ của Phần Lan lần đầu tiên được khuyến khích bởi người Nga một phần là do các cấu trúc chính phủ tương đối phát triển ở Phần Lan (so với Nga lấy hoàng đế làm trung tâm vào đầu thế kỷ 19) và một phần là nhờ chính sách có chủ ý về thiện chí tranh thủ nhân tâm của người Phần Lan. Các quy chế tự trị đã dẫn người Phần Lan phát triển các ý tưởng của mình về chủ nghĩa dân tộc và chế độ quân chủ lập hiến, mà họ có thể thi hành lớn đến độ trong thực tế với sự đồng ý của Nga hoàng. Tuy nhiên khi mỗi vị hoàng đế Nga tại thời điểm đăng quang của mình đều đồng ý duy trì tình trạng đặc biệt của luật lệ địa phương ở Phần Lan, không có bằng chứng nào cho thấy họ thấu hiểu vị trí của mình trong một nền quân chủ lập hiến, bất chấp sự phổ biến ngày càng tăng của kiểu giải thích này ở Phần Lan trong các giai đoạn sau của thế kỷ 19. Khi các tổ chức chính phủ dần phát triển ở Nga, và sự thống nhất của đế chế đã trở thành một trong những nguyên lý hàng đầu của nền chính trị Nga, các cuộc đụng độ giữa các tổ chức chính phủ Nga và Phần Lan gia tăng thường xuyên và dẫn đến nỗ lực Nga hóa người bản địa nhưng không thành công.
Phần Lan vẫn được hưởng một mức độ tự trị cao, cho đến khi giành được độc lập vào năm 1917. Năm 1917, sau cuộc Cách mạng tháng Hai ở Nga, chính phủ Phần Lan hoạt động hướng tới việc đảm bảo và có lẽ thậm chí còn tăng tính tự chủ của Phần Lan trong các vấn đề quốc nội. Ngày 6 tháng 12 năm 1917, ngay sau cuộc Cách mạng Tháng Mười ở Nga, Phần Lan tuyên bố độc lập. Sau cuộc nội chiến Phần Lan, dẫn đến một phần lớn phe bảo hoàng chiếm tạm thời trong quốc hội, Vương công Frederick Charles xứ Hesse được bầu làm vị vua mới thay vì là đại công tước, đánh dấu trạng thái mới của đất nước, nhưng ông không bao giờ trị vì do nền cộng hòa được tuyên bố thành lập sau thất bại của Đức trong Chiến tranh thế giới thứ nhất.
Hoàng đế Nga cai trị với tư cách Đại vương công Phần Lan và do Tổng đốc Phần Lan đại diện ở Phần Lan. Thượng viện Phần Lan là cơ quan quản lý cao nhất của Đại công quốc và bao gồm người bản địa Phần Lan. Tại St. Petersburg các vấn đề Phần Lan do Bộ trưởng–Quốc vụ khanh đại diện cho xứ này. Từ năm 1863 trở đi, Nghị viện Phần Lan được phép triệu tập thường xuyên. Năm 1906, nghị viện với tính cha truyền con nối không phải đại diện dân cử đã được giải thể và Quốc hội Phần Lan hiện đại được thành lập nhưng đến năm 1910 lại bị bãi bỏ. Năm 1919, Lenin và nhà nước Công nông của Nga đã buộc phải trao quyền độc lập cho Phần Lan. Thể chế cộng hòa độc lập được thành lập và tồn tại cho tới ngày nay. Phần Lan là một trong những khu vực đầu tiên trên thế giới thực hiện phổ thông đầu phiếu và hội đủ điều kiện, bao gồm cả phụ nữ và người không có đất đai.

## Địa lý
Đại công quốc Phần Lan nằm gần trong cùng biên giới đã tồn tại trước Hòa ước Moskva năm 1940. Sự khác biệt chính là Petsamo được nhượng lại cho Phần Lan theo Hiệp ước Tartu vào năm 1920.

### Biến động dân số
1810: 863.000 
1830: 1.372.000
1850: 1.637.000
1870: 1.769.000
1890: 2.380.000
1910: 2.943.000
1920: 3.148.000

## Tỉnh thành

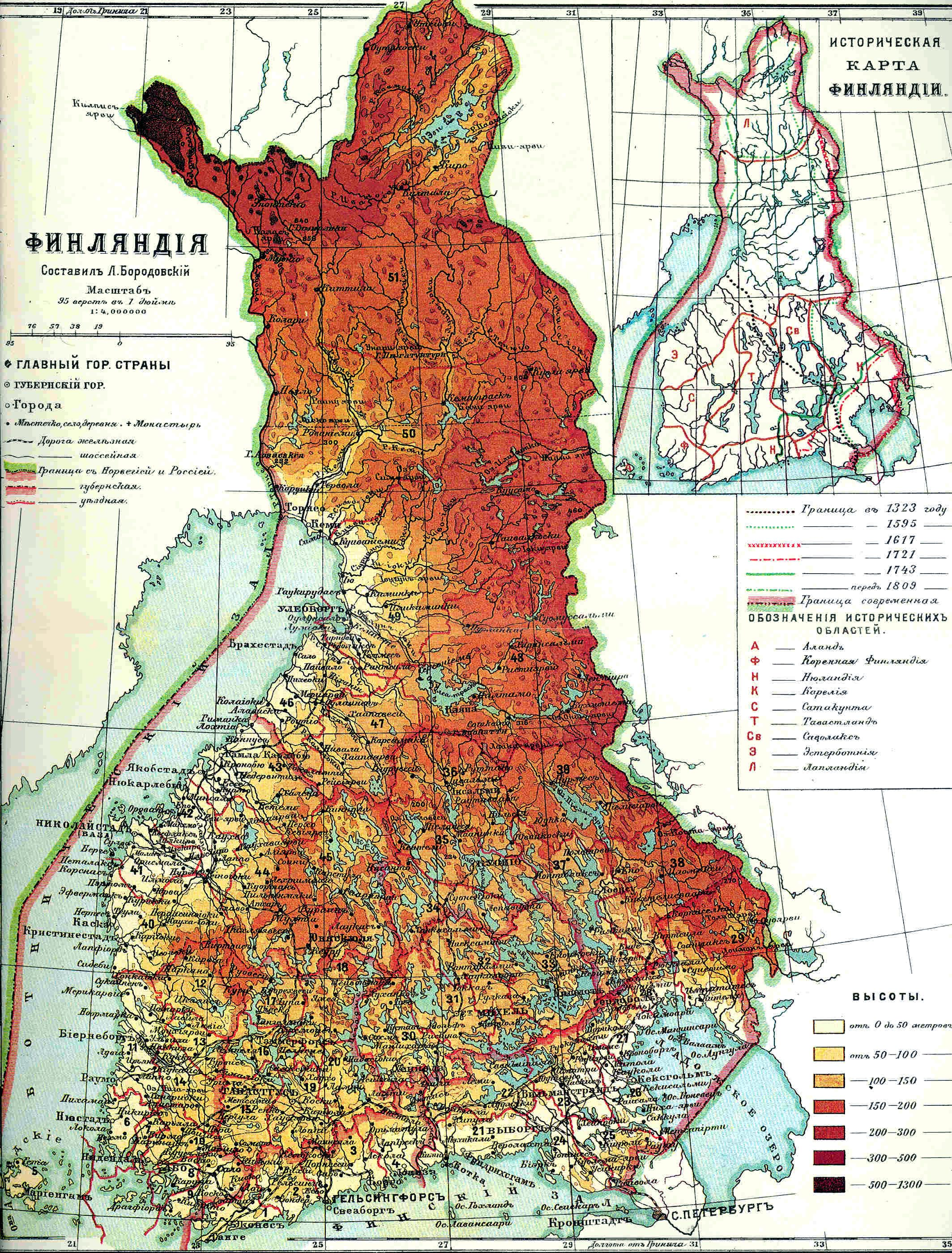
Bản đồ các tỉnh của Phần Lan vào năm 1900.

Sự phân chia hành chính của Đại công quốc dựa theo mô hình của đế quốc Nga với các tỉnh (tiếng Nga: губерния, tiếng Thụy Điển: län, tiếng Phần Lan: lääni) do một thống đốc đứng đầu. Tuy nhiên chính phủ Nga có điều chỉnh một vài thay đổi và vì ngôn ngữ của các nhà quản lý vẫn còn mang thuật ngữ cũ của tiếng Thụy Điển trong suốt thời kỳ Thụy Điển thống trị tiếp tục được sử dụng tại địa phương. Tỉnh Viipuri ban đầu không phải là một phần của Đại công quốc, nhưng vào năm 1812 nó đã được Nga hoàng Aleksandr I chuyển giao riêng từ Nga sang cho Phần Lan. Sau năm 1831 có tám tỉnh trong Đại công quốc đến khi kết thúc và tiếp tục trong thời kỳ Phần Lan độc lập:
- Tỉnh Turku và Pori (tiếng Nga: Або-Бьернеборгская губерния, tiếng Thụy Điển: Åbo och Björneborgs län, tiếng Phần Lan: Turun ja Porin lääni)
- Tỉnh Kuopio (tiếng Nga: Куопиоская губерния, tiếng Thụy Điển: Kuopio län, tiếng Phần Lan: Kuopion lääni)
- Tỉnh Vaasa (tiếng Nga: Николайстадская губерния, tiếng Thụy Điển: Vasa län, tiếng Phần Lan: Vaasan lääni)
- Tỉnh Uusimaa (tiếng Nga: Нюландская губерния, tiếng Thụy Điển: Nylands län, tiếng Phần Lan: Uudenmaan lääni)
- Tỉnh Mikkeli (tiếng Nga: Санкт-Михельская губерния, tiếng Thụy Điển: St. Michels län, tiếng Phần Lan: Mikkelin lääni)
- Tỉnh Häme (tiếng Nga: Тавастгусская губерния, tiếng Thụy Điển: Tavastehus län, tiếng Phần Lan: Hämeen lääni)
- Tỉnh Oulu (tiếng Nga: Улеаборгская губерния, tiếng Thụy Điển: Uleåborgs län, tiếng Phần Lan: Oulun lääni)
- Tỉnh Viipuri (tiếng Nga: Выборгская губерния, tiếng Thụy Điển: Viborgs län, tiếng Phần Lan: Viipurin lääni)

## Quốc kỳ và quốc huy
Quốc huy này ban đầu được thiết kế dành cho chiếc quan tài của Gustav Vasa I khoảng năm 1580, miêu tả một con sư tử huy hiệu vàng trên một cái khiên màu đỏ đang cầm một thanh kiếm lớn giơ lên trong tay phải của nó và chân đạp một thanh kiếm lưỡi cong. Trong những năm 1860 đã có tin đồn về một lá cờ Phần Lan bắt đầu trong phong trào Fennoman. Năm 1863 rất nhiều đề xuất được trình bày về một lá quốc kỳ. Hai đề xuất chính là cờ dựa trên màu đỏ/vàng và màu xanh/trắng. Các đề xuất quốc kỳ không bao giờ có cơ hội được trình bày trước nội các, vì vậy một trong số chúng chưa bao giờ trở thành một lá cờ chính thức của xứ này. Tuy nhiên mọi người sử dụng các thiết kế khác nhau với những màu sắc cho lá cờ mà chính họ lựa chọn. Kể từ năm 1821, các tàu buôn được phép treo cờ Nga (ngang ba màu trắng-xanh-đỏ) mà không cần có giấy phép đặc biệt.